# Lista över fornlämningar i Norrköpings kommun (Dagsberg)
Lista över fornlämningar i Norrköpings kommun (Dagsberg) är en förteckning av ett urval av de fornlämningar som finns i Dagsberg i Norrköpings kommun.
| Namn                                | Lämningstyp                 | Tillkomsttid | Historisk indelning    | Plats | Läge                 | ID-nr          | Bild                                      |
| ----------------------------------- | --------------------------- | ------------ | ---------------------- | ----- | -------------------- | -------------- | ----------------------------------------- |
| Dagsberg 1:1                        | Gravfält                    |              | Dagsberg, Östergötland |       | 58.578230, 16.305844 | 10041200010001 | Ladda upp en bild av detta fornminne      |
| Dagsberg 2:1                        | Gravfält                    |              | Dagsberg, Östergötland |       | 58.579774, 16.310196 | 10041200020001 | Ladda upp en bild av detta fornminne      |
| Dagsberg 3:1                        | Grav- och boplatsområde     |              | Dagsberg, Östergötland |       | 58.584372, 16.309701 | 10041200030001 | Ladda upp en bild av detta fornminne      |
| Dagsberg 5:1                        | Runristning                 |              | Dagsberg, Östergötland |       | 58.582291, 16.315967 | 10041200050001 | Ladda upp en till bild av detta fornminne |
| Dagsberg 5:2                        | Runristning                 |              | Dagsberg, Östergötland |       | 58.582181, 16.315984 | 10041200050002 | Ladda upp en till bild av detta fornminne |
| Dagsberg 6:1                        | Stensättning                |              | Dagsberg, Östergötland |       | 58.590175, 16.299853 | 10041200060001 | Ladda upp en bild av detta fornminne      |
| Dagsberg 6:2                        | Stensättning                |              | Dagsberg, Östergötland |       | 58.589897, 16.300017 | 10041200060002 | Ladda upp en bild av detta fornminne      |
| Dagsberg 7:1                        | Gravfält                    |              | Dagsberg, Östergötland |       | 58.589829, 16.301828 | 10041200070001 | Ladda upp en bild av detta fornminne      |
| Dagsberg 9:1                        | Stensättning                |              | Dagsberg, Östergötland |       | 58.589082, 16.300209 | 10041200090001 | Ladda upp en bild av detta fornminne      |
| Dagsberg 10:1                       | Gravfält                    |              | Dagsberg, Östergötland |       | 58.582911, 16.319028 | 10041200100001 | Ladda upp en bild av detta fornminne      |
| Dagsberg 11:1                       | Gravfält                    |              | Dagsberg, Östergötland |       | 58.597217, 16.295642 | 10041200110001 | Ladda upp en bild av detta fornminne      |
| Dagsberg 11:2                       | Hög                         |              | Dagsberg, Östergötland |       | 58.597801, 16.294633 | 10041200110002 | Ladda upp en bild av detta fornminne      |
| Dagsberg 11:3                       | Stensättning                |              | Dagsberg, Östergötland |       | 58.597867, 16.294459 | 10041200110003 | Ladda upp en bild av detta fornminne      |
| Dagsberg 13:1                       | Hög                         |              | Dagsberg, Östergötland |       | 58.597019, 16.293131 | 10041200130001 | Ladda upp en bild av detta fornminne      |
| Dagsberg 14:1                       | Stensättning                |              | Dagsberg, Östergötland |       | 58.594471, 16.309707 | 10041200140001 | Ladda upp en bild av detta fornminne      |
| Dagsberg 15:1                       | Stensättning                |              | Dagsberg, Östergötland |       | 58.589639, 16.313085 | 10041200150001 | Ladda upp en bild av detta fornminne      |
| Dagsberg 15:2                       | Stensättning                |              | Dagsberg, Östergötland |       | 58.589752, 16.312789 | 10041200150002 | Ladda upp en bild av detta fornminne      |
| Dagsberg 16:1                       | Grav- och boplatsområde     |              | Dagsberg, Östergötland |       | 58.589418, 16.311333 | 10041200160001 | Ladda upp en bild av detta fornminne      |
| Dagsberg 17:1                       | Gravfält                    |              | Dagsberg, Östergötland |       | 58.573947, 16.308766 | 10041200170001 | Ladda upp en bild av detta fornminne      |
| Dagsberg 18:1                       | Gravfält                    |              | Dagsberg, Östergötland |       | 58.574985, 16.309220 | 10041200180001 | Ladda upp en bild av detta fornminne      |
| Dagsberg 19:1                       | Gravfält                    |              | Dagsberg, Östergötland |       | 58.575614, 16.310426 | 10041200190001 | Ladda upp en bild av detta fornminne      |
| Dagsberg 20:1                       | Gravfält                    |              | Dagsberg, Östergötland |       | 58.572300, 16.312927 | 10041200200001 | Ladda upp en bild av detta fornminne      |
| Dagsberg 20:2                       | Hög                         |              | Dagsberg, Östergötland |       | 58.571794, 16.313334 | 10041200200002 | Ladda upp en bild av detta fornminne      |
| Dagsberg 21:1                       | Gravfält                    |              | Dagsberg, Östergötland |       | 58.571019, 16.313980 | 10041200210001 | Ladda upp en bild av detta fornminne      |
| Dagsberg 22:1                       | Gravfält                    |              | Dagsberg, Östergötland |       | 58.573329, 16.316885 | 10041200220001 | Ladda upp en bild av detta fornminne      |
| Dagsberg 24:1                       | Gravfält                    |              | Dagsberg, Östergötland |       | 58.562766, 16.318377 | 10041200240001 | Ladda upp en bild av detta fornminne      |
| Dagsberg 25:1                       | Gravfält                    |              | Dagsberg, Östergötland |       | 58.565340, 16.325606 | 10041200250001 | Ladda upp en bild av detta fornminne      |
| Dagsberg 26:1                       | Gravfält                    |              | Dagsberg, Östergötland |       | 58.567777, 16.335827 | 10041200260001 | Ladda upp en bild av detta fornminne      |
| Dagsberg 27:1                       | Stensättning                |              | Dagsberg, Östergötland |       | 58.596365, 16.307480 | 10041200270001 | Ladda upp en bild av detta fornminne      |
| Dagsberg 28:1                       | Stensättning                |              | Dagsberg, Östergötland |       | 58.598329, 16.307741 | 10041200280001 | Ladda upp en bild av detta fornminne      |
| Dagsberg 28:2                       | Stensättning                |              | Dagsberg, Östergötland |       | 58.598434, 16.307713 | 10041200280002 | Ladda upp en bild av detta fornminne      |
| Dagsberg 29:1                       | Stensättning                |              | Dagsberg, Östergötland |       | 58.599099, 16.306887 | 10041200290001 | Ladda upp en bild av detta fornminne      |
| Dagsberg 29:2                       | Stensättning                |              | Dagsberg, Östergötland |       | 58.598972, 16.307103 | 10041200290002 | Ladda upp en bild av detta fornminne      |
| Dagsberg 29:3                       | Grav markerad av sten/block |              | Dagsberg, Östergötland |       | 58.598949, 16.307302 | 10041200290003 | Ladda upp en bild av detta fornminne      |
| Dagsberg 29:4                       | Stensättning                |              | Dagsberg, Östergötland |       | 58.599005, 16.307491 | 10041200290004 | Ladda upp en bild av detta fornminne      |
| Dagsberg 30:1                       | Stensättning                |              | Dagsberg, Östergötland |       | 58.605707, 16.291392 | 10041200300001 | Ladda upp en bild av detta fornminne      |
| Dagsberg 30:2                       | Stensättning                |              | Dagsberg, Östergötland |       | 58.605616, 16.291592 | 10041200300002 | Ladda upp en bild av detta fornminne      |
| Dagsberg 30:3                       | Stensättning                |              | Dagsberg, Östergötland |       | 58.605556, 16.291463 | 10041200300003 | Ladda upp en bild av detta fornminne      |
| Dagsberg 31:1                       | Grav markerad av sten/block |              | Dagsberg, Östergötland |       | 58.602818, 16.293758 | 10041200310001 | Ladda upp en bild av detta fornminne      |
| Dagsberg 32:1                       | Stensättning                |              | Dagsberg, Östergötland |       | 58.600136, 16.298424 | 10041200320001 | Ladda upp en bild av detta fornminne      |
| Dagsberg 32:2                       | Stensättning                |              | Dagsberg, Östergötland |       | 58.600125, 16.297577 | 10041200320002 | Ladda upp en bild av detta fornminne      |
| Dagsberg 33:1                       | Stensättning                |              | Dagsberg, Östergötland |       | 58.599370, 16.310793 | 10041200330001 | Ladda upp en bild av detta fornminne      |
| Dagsberg 33:2                       | Stensättning                |              | Dagsberg, Östergötland |       | 58.599279, 16.310907 | 10041200330002 | Ladda upp en bild av detta fornminne      |
| Dagsberg 34:1                       | Gravfält                    |              | Dagsberg, Östergötland |       | 58.600414, 16.311135 | 10041200340001 | Ladda upp en bild av detta fornminne      |
| Dagsberg 35:1                       | Stensättning                |              | Dagsberg, Östergötland |       | 58.605119, 16.307909 | 10041200350001 | Ladda upp en bild av detta fornminne      |
| Dagsberg 36:1                       | Stensättning                |              | Dagsberg, Östergötland |       | 58.591624, 16.320788 | 10041200360001 | Ladda upp en bild av detta fornminne      |
| Dagsberg 36:2                       | Stensättning                |              | Dagsberg, Östergötland |       | 58.591689, 16.321476 | 10041200360002 | Ladda upp en bild av detta fornminne      |
| Dagsberg 36:3                       | Stensättning                |              | Dagsberg, Östergötland |       | 58.591718, 16.321727 | 10041200360003 | Ladda upp en bild av detta fornminne      |
| Dagsberg 38:1                       | Gravfält                    |              | Dagsberg, Östergötland |       | 58.590337, 16.332382 | 10041200380001 | Ladda upp en bild av detta fornminne      |
| Dagsberg 40:1                       | Gravfält                    |              | Dagsberg, Östergötland |       | 58.591478, 16.329285 | 10041200400001 | Ladda upp en bild av detta fornminne      |
| Dagsberg 41:1                       | Gravfält                    |              | Dagsberg, Östergötland |       | 58.591996, 16.330427 | 10041200410001 | Ladda upp en bild av detta fornminne      |
| Dagsberg 42:1                       | Stensättning                |              | Dagsberg, Östergötland |       | 58.590707, 16.333751 | 10041200420001 | Ladda upp en bild av detta fornminne      |
| Dagsberg 43:1                       | Stensättning                |              | Dagsberg, Östergötland |       | 58.590138, 16.334396 | 10041200430001 | Ladda upp en bild av detta fornminne      |
| Dagsberg 44:1                       | Gravfält                    |              | Dagsberg, Östergötland |       | 58.592004, 16.337179 | 10041200440001 | Ladda upp en bild av detta fornminne      |
| Dagsberg 45:1                       | Gravfält                    |              | Dagsberg, Östergötland |       | 58.590434, 16.350185 | 10041200450001 | Ladda upp en bild av detta fornminne      |
| Dagsberg 46:1                       | Gravfält                    |              | Dagsberg, Östergötland |       | 58.590917, 16.348215 | 10041200460001 | Ladda upp en bild av detta fornminne      |
| Dagsberg 47:1                       | Gravfält                    |              | Dagsberg, Östergötland |       | 58.590015, 16.356434 | 10041200470001 | Ladda upp en bild av detta fornminne      |
| Dagsberg 48:1                       | Gravfält                    |              | Dagsberg, Östergötland |       | 58.585847, 16.357708 | 10041200480001 | Ladda upp en bild av detta fornminne      |
| Dagsberg 48:2                       | Stensättning                |              | Dagsberg, Östergötland |       | 58.586315, 16.358263 | 10041200480002 | Ladda upp en bild av detta fornminne      |
| Dagsberg 49:1                       | Gravfält                    |              | Dagsberg, Östergötland |       | 58.582749, 16.321812 | 10041200490001 | Ladda upp en bild av detta fornminne      |
| Dagsberg 50:1                       | Stensättning                |              | Dagsberg, Östergötland |       | 58.591456, 16.374236 | 10041200500001 | Ladda upp en bild av detta fornminne      |
| Dagsberg 50:2                       | Stensättning                |              | Dagsberg, Östergötland |       | 58.591456, 16.374483 | 10041200500002 | Ladda upp en bild av detta fornminne      |
| Dagsberg 50:3                       | Stensättning                |              | Dagsberg, Östergötland |       | 58.591555, 16.374359 | 10041200500003 | Ladda upp en bild av detta fornminne      |
| Dagsberg 51:1                       | Gravfält                    |              | Dagsberg, Östergötland |       | 58.595919, 16.369908 | 10041200510001 | Ladda upp en bild av detta fornminne      |
| Dagsberg 52:1                       | Stensättning                |              | Dagsberg, Östergötland |       | 58.597959, 16.373700 | 10041200520001 | Ladda upp en bild av detta fornminne      |
| Dagsberg 52:2                       | Stensättning                |              | Dagsberg, Östergötland |       | 58.597956, 16.373903 | 10041200520002 | Ladda upp en bild av detta fornminne      |
| Dagsberg 52:3                       | Stensättning                |              | Dagsberg, Östergötland |       | 58.597871, 16.373793 | 10041200520003 | Ladda upp en bild av detta fornminne      |
| Dagsberg 53:1                       | Stensättning                |              | Dagsberg, Östergötland |       | 58.599867, 16.369908 | 10041200530001 | Ladda upp en bild av detta fornminne      |
| Dagsberg 54:1                       | Stensättning                |              | Dagsberg, Östergötland |       | 58.600284, 16.368369 | 10041200540001 | Ladda upp en bild av detta fornminne      |
| Dagsberg 56:1                       | Gravfält                    |              | Dagsberg, Östergötland |       | 58.603239, 16.325630 | 10041200560001 | Ladda upp en bild av detta fornminne      |
| Dagsberg 57:1                       | Gravfält                    |              | Dagsberg, Östergötland |       | 58.605846, 16.331547 | 10041200570001 | Ladda upp en bild av detta fornminne      |
| Bråborgs slottsruin (Dagsberg 59:1) | Slott/herresäte             |              | Dagsberg, Östergötland |       | 58.615523, 16.343694 | 10041200590001 | Ladda upp en bild av detta fornminne      |
| Bråborgs slottsruin (Dagsberg 59:2) | Kyrka/kapell                |              | Dagsberg, Östergötland |       | 58.614424, 16.343827 | 10041200590002 | Ladda upp en bild av detta fornminne      |
| Dagsberg 62:1                       | Gravfält                    |              | Dagsberg, Östergötland |       | 58.597378, 16.296898 | 10041200620001 | Ladda upp en bild av detta fornminne      |
| Dagsberg 63:1                       | Stensättning                |              | Dagsberg, Östergötland |       | 58.596467, 16.295591 | 10041200630001 | Ladda upp en bild av detta fornminne      |
| Dagsberg 63:2                       | Hällristning                |              | Dagsberg, Östergötland |       | 58.596567, 16.295678 | 10041200630002 | Ladda upp en bild av detta fornminne      |
| Dagsberg 63:3                       | Hällristning                |              | Dagsberg, Östergötland |       | 58.596557, 16.295434 | 10041200630003 | Ladda upp en bild av detta fornminne      |
| Dagsberg 64:3                       | Hällristning                |              | Dagsberg, Östergötland |       | 58.595890, 16.294613 | 10041200640003 | Ladda upp en bild av detta fornminne      |
| Dagsberg 66:1                       | Hällristning                |              | Dagsberg, Östergötland |       | 58.585123, 16.309903 | 10041200660001 | Ladda upp en bild av detta fornminne      |
| Dagsberg 72:1                       | Stensättning                |              | Dagsberg, Östergötland |       | 58.595864, 16.306544 | 10041200720001 | Ladda upp en bild av detta fornminne      |
| Dagsberg 74:1                       | Hällristning                |              | Dagsberg, Östergötland |       | 58.582187, 16.323250 | 10041200740001 | Ladda upp en bild av detta fornminne      |
| Dagsberg 77:1                       | Hällristning                |              | Dagsberg, Östergötland |       | 58.591280, 16.327042 | 10041200770001 | Ladda upp en bild av detta fornminne      |
| Dagsberg 79:1                       | Stensättning                |              | Dagsberg, Östergötland |       | 58.609162, 16.321553 | 10041200790001 | Ladda upp en bild av detta fornminne      |
| Dagsberg 82:1                       | Stensättning                |              | Dagsberg, Östergötland |       | 58.588579, 16.315956 | 10041200820001 | Ladda upp en bild av detta fornminne      |
| Dagsberg 85:1                       | Gravfält                    |              | Dagsberg, Östergötland |       | 58.601622, 16.334290 | 10041200850001 | Ladda upp en bild av detta fornminne      |
| Dagsberg 101:1                      | Gravfält                    |              | Dagsberg, Östergötland |       | 58.572103, 16.318006 | 10041201010001 | Ladda upp en bild av detta fornminne      |
| Dagsberg 111:1                      | Hällristning                |              | Dagsberg, Östergötland |       | 58.572198, 16.324005 | 10041201110001 | Ladda upp en bild av detta fornminne      |
| Dagsberg 114:1                      | Hällristning                |              | Dagsberg, Östergötland |       | 58.570761, 16.321703 | 10041201140001 | Ladda upp en bild av detta fornminne      |
| Dagsberg 115:1                      | Grav markerad av sten/block |              | Dagsberg, Östergötland |       | 58.568297, 16.312328 | 10041201150001 | Ladda upp en bild av detta fornminne      |
| Dagsberg 115:2                      | Grav markerad av sten/block |              | Dagsberg, Östergötland |       | 58.568380, 16.312241 | 10041201150002 | Ladda upp en bild av detta fornminne      |
| Dagsberg 116:1                      | Hög                         |              | Dagsberg, Östergötland |       | 58.573311, 16.310416 | 10041201160001 | Ladda upp en bild av detta fornminne      |
| Dagsberg 119:1                      | Hög                         |              | Dagsberg, Östergötland |       | 58.600883, 16.317351 | 10041201190001 | Ladda upp en bild av detta fornminne      |
| Dagsberg 119:2                      | Stensättning                |              | Dagsberg, Östergötland |       | 58.600831, 16.317374 | 10041201190002 | Ladda upp en bild av detta fornminne      |
| Dagsberg 121:1                      | Stensättning                |              | Dagsberg, Östergötland |       | 58.608812, 16.320422 | 10041201210001 | Ladda upp en bild av detta fornminne      |
| Dagsberg 131:1                      | Stensättning                |              | Dagsberg, Östergötland |       | 58.592088, 16.343928 | 10041201310001 | Ladda upp en bild av detta fornminne      |
| Dagsberg 131:2                      | Stensättning                |              | Dagsberg, Östergötland |       | 58.592147, 16.344138 | 10041201310002 | Ladda upp en bild av detta fornminne      |
| Dagsberg 133:2                      | Hällristning                |              | Dagsberg, Östergötland |       | 58.597425, 16.297914 | 10041201330002 | Ladda upp en bild av detta fornminne      |
| Dagsberg 134:1                      | Hällristning                |              | Dagsberg, Östergötland |       | 58.599156, 16.304594 | 10041201340001 | Ladda upp en bild av detta fornminne      |
| Dagsberg 139:1                      | Gravfält                    |              | Dagsberg, Östergötland |       | 58.604197, 16.294691 | 10041201390001 | Ladda upp en bild av detta fornminne      |
| Dagsberg 141:1                      | Hällristning                |              | Dagsberg, Östergötland |       | 58.593749, 16.302202 | 10041201410001 | Ladda upp en bild av detta fornminne      |
| Dagsberg 144:1                      | Hällristning                |              | Dagsberg, Östergötland |       | 58.598568, 16.296706 | 10041201440001 | Ladda upp en bild av detta fornminne      |
| Dagsberg 145:1                      | Hällristning                |              | Dagsberg, Östergötland |       | 58.595118, 16.300319 | 10041201450001 | Ladda upp en bild av detta fornminne      |
| Dagsberg 156                        | Hällristning                |              | Dagsberg, Östergötland |       | 58.597554, 16.305898 | 12000000069711 | Ladda upp en bild av detta fornminne      |
| Styrstad 44:1                       | Stensättning                |              | Dagsberg, Östergötland |       | 58.578131, 16.276652 | 10050100440001 | Ladda upp en bild av detta fornminne      |
| Styrstad 44:2                       | Stensättning                |              | Dagsberg, Östergötland |       | 58.577946, 16.277207 | 10050100440002 | Ladda upp en bild av detta fornminne      |
| Styrstad 44:3                       | Stensättning                |              | Dagsberg, Östergötland |       | 58.577899, 16.276560 | 10050100440003 | Ladda upp en bild av detta fornminne      |